# Tweede Perzische invasie van Griekenland
De Tweede Perzische Oorlog is de tweede van de twee Perzische Oorlogen tussen de Griekse stadstaten en de Achaemeniden.
Koning  Xerxes, Darius' zoon en opvolger, stuurde in 480 v.Chr. opnieuw een Perzisch leger en een vloot naar Griekenland. Na raadpleging van het orakel van Delphi had de Atheense staatsman Themistocles een grote vloot laten bouwen, met de inkomsten van de zilvermijnen van Laurion (nu Lávrio). In de pas van Thermopylae hield de Spartaanse koning Leonidas met een klein leger de Perzen enkele dagen tegen, maar toen een verrader de Perzen de weg wees door het gebergte, stormde het vijandelijke leger verwoestend naar het zuiden.
De stad Athene werd in brand gestoken, maar de mannen hadden de vloot bemand en de vrouwen en kinderen waren overgevaren naar de eilanden Aegina en Salamis (nu Éyina en Salámina). In de Slag bij Salamis leed de Perzische vloot een nederlaag en in 479 v.Chr. werd met het Perzische landleger in de Slag bij Plataeae (nu Platées) definitief afgerekend door koning Pausanias I van Sparta. Spoedig daarna waren ook de Ionische steden en eilanden van de Perzen bevrijd ten gevolge van de Slag bij Mycale, waarbij de restanten van de Perzische vloot op het strand zwaar werden toegetakeld. De Perzen zouden nooit meer proberen de Grieken op hun eigen terrein te verslaan. Ze hebben nadien nog wel met enig succes getracht de Grieken tegen elkaar uit te spelen.